# Palaeorhiza misoolensis
Palaeorhiza misoolensis är en biart som beskrevs av Hirashima och Maurits Anne Lieftinck 1982. Palaeorhiza misoolensis ingår i släktet Palaeorhiza och familjen korttungebin. Inga underarter finns listade i Catalogue of Life.